# Karl Löbker
Gemälde von Karl Löbker

Link zum Bild

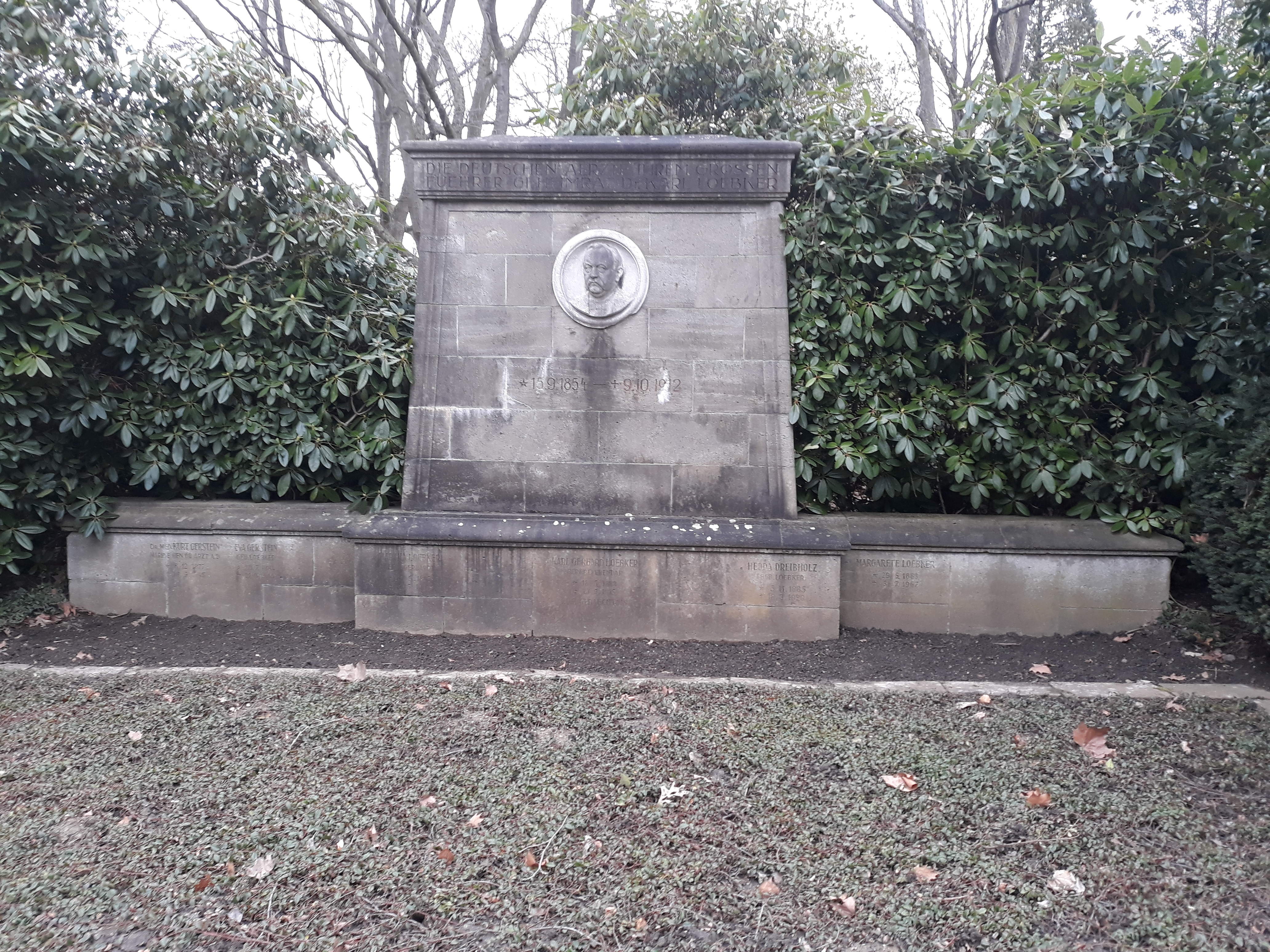
Grabmal der Familie Löbker in Bochum

Karl Löbker (häufig auch Loebker; * 15. September 1854 in Coesfeld; † 9. Oktober 1912 in Bochum) war ein deutscher Mediziner und Chirurg.

## Leben
Löbker studierte Medizin an der Universität Greifswald, an der er 1877 zum Dr. med. promoviert wurde. Er war dann als wissenschaftlicher Assistent am anatomischen Institut der Universität Greifswald tätig, danach an der gynäkologischen Klinik und ab 1879 an der chirurgischen Klinik bei Carl Hueter. 1882 habilitierte er sich im Fach Chirurgie. 1889 wurde er Gründungsdirektor des neu gegründeten Knappschaftskrankenhauses „Bergmannsheil“ in Bochum. Dieses entstand als Spezialklinik zur Unfallversorgung der seinerzeit hohen Anzahl von verunglückten Bergarbeitern im Ruhrbergbau. Es gilt als ältestes Unfallkrankenhaus der Welt. Diesen Posten behielt er bis zu seinem Tod.
1891 wurde er Titularprofessor. Er befasste sich mit Knochen- und Berufskrankheiten, war als stellvertretender Vorsitzender im Deutschen Ärztevereinsbund in der ärztlichen Standesvertretung sowie in der Stadtverwaltung von Bochum (wie vorher in Greifswald) in der öffentlichen Gesundheitspflege aktiv; außerdem war er umfangreich als Gutachter tätig. Er war Autor in der Real-Encyclopädie der gesammten Heilkunde.
Nach dem Tod des verdienten Mediziners wurde eine Trauerfeier im Bochumer Ratssaal abgehalten. Seine letzte Ruhe fand er in einem städtischen Ehrengrab auf dem Friedhof Blumenstraße. Es steht unter der Nummer A 670 seit dem 5. Dezember 2013 unter Denkmalschutz. Der Abschnitt des damaligen Ruhrschnellwegs zwischen der Dorstener Straße und der Bergstraße hieß von 1927 bis 1961 Löbkerring.

## Schriften
- Über die Continuitätsresection der Knochen behufs secundärer Sehnen- und Nervennaht. In: Zentralblatt für Chirurgie, 11. Jahrgang 1884.
- Chirurgische Operationslehre. Ein Leitfaden für die Operationsübungen an der Leiche, mit Berücksichtigung der chirurgischen Anatomie für Studierende und Ärzte. Urban & Schwarzenberg, Wien / Berlin 1885. (3. Auflage 1893; auch in spanischer und französischer Übersetzung aufgelegt)
- (mit Hayo Bruns): Über das Wesen und die Verbreitung der Wurmkrankheit (Ankylostomiasis) mit besonderer Berücksichtigung ihres Auftretens in deutschen Bergwerken. Julius Springer, Berlin 1906.
- verschiedene Beiträge zu Albert Eulenburgs Real-Encyclopädie der gesammten Heilkunde (1. Auflage):
  - Band 3 (1880) (Digitalisat), S. 144–146: Cheilo-Angioskopie
  - Band 9 (1881) (Digitalisat), S. 334–340: Muskel; S. 525–530: Nervenverletzung und Nervennaht
  - Band 13 (1883) (Digitalisat), S. 471–476: Tenotomie
  - Band 14 (1883) (Digitalisat), S. 444–453: Varix